# Lilla Butjärnen
Lilla Butjärnen är en sjö i Falu kommun i Dalarna och ingår i Dalälvens huvudavrinningsområde.